# Província d'Elâzığ
La província d'Elâzığ (en kurd: província d'Elezîz) és una província de Turquia situada a la regió d'Anatòlia Oriental. La seva capital és la ciutat d'Elâzığ. Les fonts del riu Eufrates estan situades en aquesta província.
La província té una població de 555.667 habitants, segons el cens del 2009. Ocupa un total de 9.153 km², dels quals 826 km² corresponen a pantans i llacs naturals.
El 8 de març de 2010 la província va patir un terratrèmol de magnitud 5.9, que va posar fi a la vida de 42 persones.

## Districtes
La província d'Elâzığ es divideix en 11 districtes:
- Ağın
- Alacakaya
- Arıcak
- Baskil
- Elâzığ
- Karakoçan
- Keban
- Kovancılar
- Maden
- Palu
- Sivrice